# 国際共産主義運動
国際共産主義運動（こくさいきょうさんしゅぎうんどう）とは、共産主義運動の国際的連帯を指した用語である。ロシア革命の勝利後、1919年にコミンテルン（共産主義インターナショナル、第三インターナショナル）が設立された。コミンテルンの目的は、世界共産主義革命であった。
しかし、コミンテルンの実権を握っていたソビエト連邦共産党において一国社会主義論が支配的となると、第6回コミンテルン大会（1928年）でこれを採択し、左翼反対派（いわゆるトロツキスト）を追放し、世界革命党としての実態は失われ、ソ連外交の機関となる。そのコミンテルンも1943年にはスターリンにより解散される。
コミンテルンから排除された左翼反対派は、国際左翼反対派として活動を続け、1938年には第四インターナショナルを設立する。
一方、コミンテルンに参加していた諸政党は、コミンテルン解散後、各国の党が対等な立場で連帯し、「国際共産主義運動」を構成するものとされた。しかし戦後ヨーロッパの党を結集してつくられたコミンフォルムは、加盟政党以外の政党にも介入（例として、1950年の日本共産党批判）し、「国際共産主義運動」の事実上の指導部として行動しようとした。
1960年にはモスクワで、81カ国の共産党・労働者党が会議をもったが、その後は中ソ対立もあって、国際的な会議も開かれなくなり、この言葉の実態はなくなった。